# Cantoria
Cantoria község Spanyolországban, Almería tartományban. Lakosainak száma 3569 fő (2024).

## Földrajza
Cantoria Albox, Arboleas, Albanchez, Líjar, Macael, Fines, Partaloa és Lubrín községekkel határos.

## Népesség
A település lakosságának változását az alábbi diagram mutatja:
| Lakosok száma | 3147 | 3382 | 3703 | 4016 | 4039 | 3617 | 3371 | 3204 | 3547 | 3569 |
|               | 2001 | 2004 | 2006 | 2009 | 2011 | 2014 | 2016 | 2019 | 2021 | 2024 |